# José Antônio Maria Ibiapina
José Antônio Maria Ibiapina (Sobral, 1806 — Solânea, 1883) était un prêtre catholique brésilien.
Détenteur d’une licence en droit, il enseigna d’abord à la faculté de droit d'Olinda, fut nommé juge dans son Ceará natal, puis élu député pour sa province à l’assemblée de Rio de Janeiro. Dépité par la vie publique, il préféra se vouer au métier d’avocat à Recife, mais renonça là aussi, après plusieurs années, à la suite d’un échec. Ce n’est finalement qu’à l’âge de 47 ans qu’il se sentit une vocation sacerdotale, et qu’il fut ordonné prêtre. En 1856, alors qu'il était grand vicaire de l’évêché d’Olinda, il se démit de sa fonction pour se vouer à la prédication itinérante et à l’action missionnaire dans les arrière-pays semi-arides (sertões) du Nordeste brésilien, alors délaissés par l’Église catholique. À ce titre, il parcourut, durant les 30 années qui suivirent, les campagnes du Ceará, du Pernambouc, du Piauí, du Rio Grande do Norte et de la Paraïba, organisant des missions populaires d’environ deux semaines, au cours desquelles il s’appliqua également à faire construire par ses fidèles un grand nombre d’églises, de cimetières, d’hôpitaux (en l’absence d’hôpitaux publics), de retenues d’eau, ainsi qu’un total de 22 maisons de charité, destinées en particulier à accueillir et à pourvoir d’une instruction les enfants pauvres et les orphelins, et fonctionnant sur un principe d’égalité et de démocratie, de sorte qu’il a pu être postulé que l’œuvre d’Ibiapina, qui sera du reste peu soutenu par sa hiérarchie, fut une préfiguration de la théologie de la libération. Il semble établi que sa figure inspira Antônio Conselheiro.

## Biographie

### Jeunes années et formation
José Antônio Pereira Ibiapina, troisième enfant du couple Francisco Miguel Pereira et Tereza Maria de Jesus, naquit le 5 août 1806 à São Pedro de Ibiapina, ville située dans le nord-ouest de la province du Ceará, dans la région de Sobral. Le nom Ibiapina ajouté à son patronyme et à celui des membres ultérieurs de la fratrie était un hommage de son père à la bourgade qui l’avait accueilli dans les premières années de son mariage. 
Il vécut une partie de son enfance à Icó, petite ville dans le sud-est de la province, où le père avait été nommé greffier et où ses parents s’en furent donc s’installer, et y restera jusqu’en 1819, année où il alla vivre à Crato, dans l’extrême sud de la province, pour y résider jusqu’en 1823. À partir de 1820, Ibiapina se rendit à Jardim, bourgade située à proximité, où il suivit des cours de latin. En 1823, il accompagna ses parents lorsque ceux-ci déménagèrent pour la capitale provinciale Fortaleza. Peu après cependant, il sera envoyé à Olinda, dans la province du Pernambouc, pour entrer au séminaire, et se destiner ensuite au sacerdoce. Toutefois, Ibiapina, embarrassé par l’atmosphère rationaliste et révolutionnaire du séminaire d’Olinda, décida de s’en éloigner et d’aller vivre au couvent Madre de Deus, régi par les pères oratoriens, dans la ville de Recife proche.
Entre-temps, le père d’Ibiapina, s’il avait été opposé à la Révolution pernamboucaine de 1817 et avait même prêté son concours à la réaction engagée par José Pereira Filgueiras, avait à présent ardemment embrassé la révolution républicaine et séparatiste de 1824 dite Confédération de l'Équateur, adoptant à son tour, par nationalisme, le nom d’Ibiapina déjà donné par lui à ses enfants. La révolte écrasée, il fut fait prisonnier, passa en jugement et sera fusillé en 1825, conjointement avec le père Mororó. Le frère aîné d’Ibiapina, Raymundo Alexandre, qui avait également pris part à la révolution, fut frappé de proscription à perpétuité dans le préside (fort) de l’archipel Fernando de Noronha, où il mourra tragiquement. 
Ibiapina quitta alors le couvent des oratoriens et s’en retourna dans le Ceará afin de prendre soin de ses frères cadets, compte tenu qu’entre-temps la mère était morte en couches. Cependant, José Martiniano Pereira de Alencar, révolutionnaire de 1817, que le père d’Ibiapina avait combattu, se porta au secours de la famille, grâce à quoi Ibiapina put quelque temps après revenir à Recife avec ses frères, et y reprendre ses études au séminaire d’Olinda, qui avait encore ses quartiers dans le couvent des bénédictins (ou monastère Saint-Benoît, en port. mosteiro de São Bento).

### Carrière universitaire

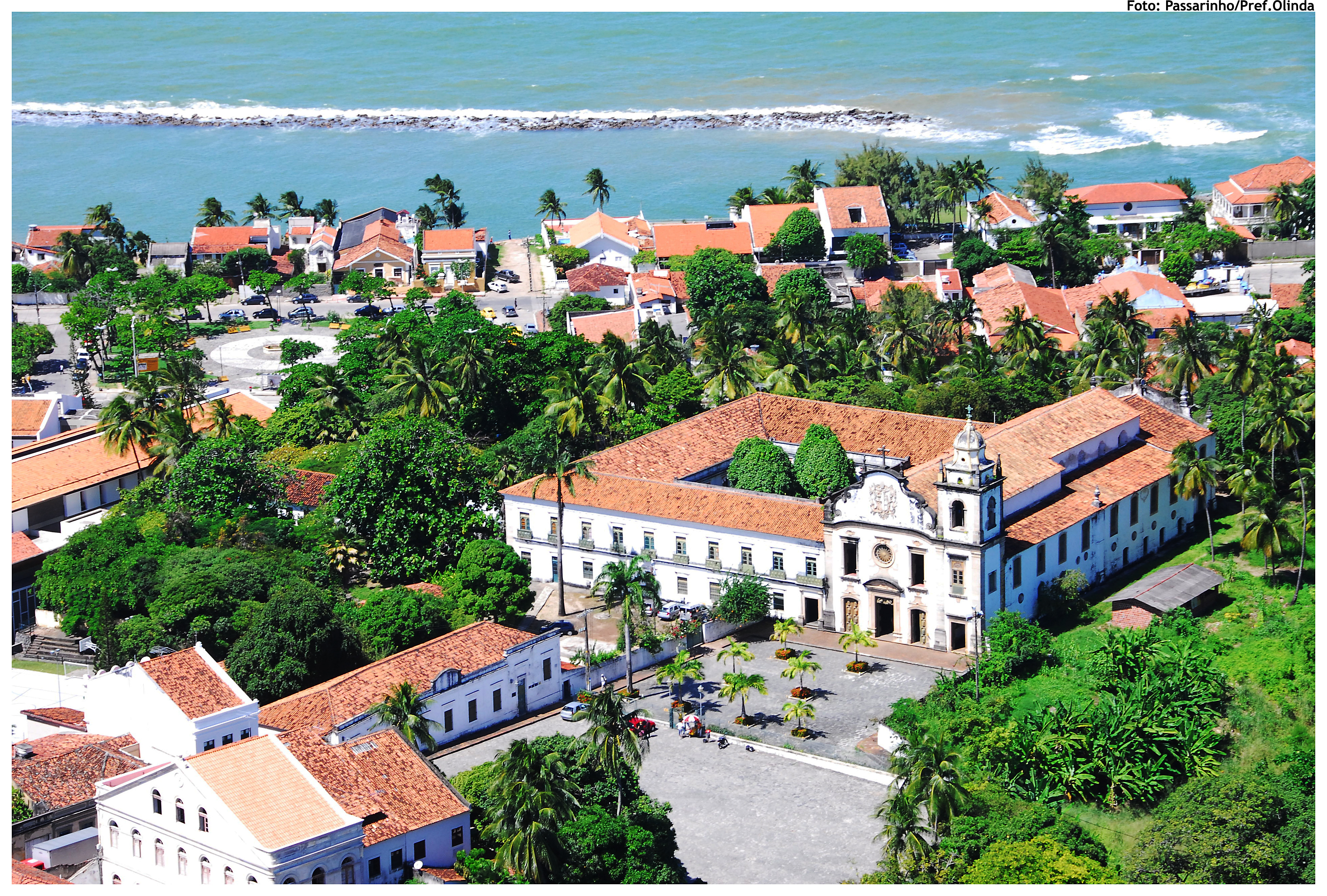
Le couvent des bénédictins à Olinda (aujourd’hui dans la banlieue nord de Recife), qui hébergea l’école de droit d'Olinda pendant près de 25 ans. Ibiapina y fit ses études, avant d'y enseigner le droit naturel durant quelques mois.

Après la fondation de l’école de droit d’Olinda en août 1827, Ibiapina résolut de s’y inscrire et acheva ses études avec la première promotion de licenciés en sciences sociales et juridiques sortis diplômés d’Olinda, en 1832. L’année suivante, ayant été nommé chargé de cours dans la même faculté, il prêta serment le 27 mars et commença à enseigner le droit naturel ; il aura pour étudiant, entre autres, Zacarias de Góis e Vasconcelos et João Maurício Wanderley, futur baron de Cotegipe. 
En plein exercice de ce professorat, il reçut l’avis qu’il avait été élu député général (c’est-à-dire national) pour sa province natale du Ceará, ayant en effet obtenu le plus grand nombre de voix en vue de la législature de 1834-1837 ; c’était l’époque du gouvernement de Diogo Antônio Feijó (pt), sous la Régence, quand les libéraux modérés, auxquels Ibiapina s’était joint dans sa province, dominaient à la suite de l’abdication de Pierre Ier, le 7 avril 1831. À la fin de cette même année encore, il sera nommé, par Lettre impériale du 13 décembre, juge dans l’arrondissement judiciaire récemment créé de Campo Maior (autour de la ville de Quixeramobim, dans le centre de la province du Ceará). Il sollicita alors sa démission, ce qui lui fut accordé par décret de la Régence du 20 décembre 1833.
Il connut ensuite une désillusion sentimentale, lorsque, revenu dans sa province d’origine dans l’intention d’épouser sa fiancée Carolina Clarence de Alencar, fille de Tristão Gonçalves de Alencar Araripe, le chef confédéré de 1824, il dut constater que sa promise s’était enfuie pour se marier avec un sien cousin. Ibiapina résolut de voyager sur-le-champ, plus tôt que prévu, pour Rio de Janeiro afin d’y assumer le rôle de député de la 3e législature de l’Assemblée générale de l’Empire, dont les travaux ne commenceront que le 2 mai 1834.

### Carrière dans la magistrature et activité politique
Clôturée la session législative de l’année 1834, Ibiapina retourna dans le Ceará remplir pour une durée de trois mois (de fin 1834 à mars 1835, c’est-à-dire un an après sa nomination) la charge de juge d’arrondissement de Quixeramobim. Après sa visite au père Martiniano de Alencar, alors président de province, Ibiapina sera désigné pour remplir également la fonction de chef de la police dans la même circonscription. L’arrondissement (comarque) de Quixeramobim s’étendait sur une grande partie du territoire de la province. 
Sa probité dans l’exercice de ses fonctions le mettra bientôt en conflit avec l’exécutif provincial et avec les potentats locaux. Il regagna cependant la capitale, et ce n’est qu’à la fin de la session législative de 1835 qu’il se démettra de toute fonction dans la magistrature. Au cours de cette deuxième année de son mandat de député, il présenta un projet tendant à réduire la masse monétaire en circulation à l’effet de restabiliser l’économie, et allait adopter progressivement une attitude d’opposition. Son action remarquée au parlement, où il œuvra aussi en faveur des pauvres, lui valut d’être pressenti pour la présidence d’une province ou pour le portefeuille ministériel de la Justice, toutefois, déçu par la vie publique, Ibiapina déclina toutes ces offres.

### Années d’avocat
Son mandat de député arrivé à son terme, sa carrière de magistrat abandonnée, et frustrés ses projets de mariage, Ibiapina s’en alla vivre à Recife, où il résolut de se vouer désormais à la fonction d’avocat ; tenant office Praça do Carmo, il plaida aussi bien dans la capitale de province que dans l’intérieur du Pernambouc. Auparavant déjà, il s’était illustré comme avocat pendant deux ans dans la Paraïba, et y jouissait d’un grand prestige et d’une grande popularité, en particulier à la suite de sa célèbre plaidoirie dans un retentissante affaire de crime passionnel, plaidoirie qui fut largement diffusée et commentée dans les journaux et revues de l’époque. Il poursuivit son activité professionnelle à Recife tout au long de la décennie 1840, ce qui lui permit de consolider sa réputation intellectuelle et morale. En 1850 cependant, il perdit un procès ; après avoir restitué ses honoraires à son client et s’être dessaisi de sa bibliothèque de droit, il renonça au métier d’avocat.

### Prêtrise
Il mena ensuite une vie retirée dans une maison de campagne de sa propriété, jusqu’à ce que, en 1853, à l’âge de 47 ans, il se déterminât pour le sacerdoce. Le 12 juillet 1853, il exposa donc à l’évêque d’Olinda, monseigneur João Perdigão, son désir d’être ordonné prêtre, à une condition toutefois : qu’il n’eût pas à se soumettre à des examens. L’évêque repoussa tout d’abord la proposition, mais une semaine plus tard, grâce à l’intercession d’amis, Ibiapina fut autorisé à prendre les ordres mineurs, et le lendemain était déjà fait sous-diacre, le tout se déroulant en cérémonie privée. Le dimanche 26 juillet, il se vit conférer le presbytérat, et put célébrer sa première messe le 29, à l’église Madre de Deus. Il modifia alors son nom civil, en troquant son patronyme Pereira pour le nom de Maria, et se faisant appeler dorénavant Padre José Antônio de Maria Ibiapina. 
L’évêque le nomma Vicaire général de l’évêché et professeur d’éloquence sacrée au séminaire d’Olinda. Cependant, Ibiapina, qui n’attachait guère de prix à ces titres et fonctions, préféra bientôt y renoncer pour se consacrer tout entier au projet missionnaire qu’il nourrissait et qui consisterait à parcourir les campagnes, à y prêcher et enseigner, mais aussi à aider concrètement les populations délaissées des sertões nordestins.

### Pérégrinations et prédication

Le Nordeste brésilien, composé de ses neuf provinces (qui deviendront des États fédérés après la proclamation de la république). Les cinq provinces parcourues par Ibiapina sont le Pernambouc (de forme oblongue et sinueuse, en gris bleu sur la carte, portant le no 6), la Paraïba (en jaune, no 5), le Ceará (en vert, no 3), le Rio Grande do Norte (en gris sombre, no 4) et le Piauí (en rouge, no 2).

Aussi, affecté par la misère dans le Nordeste et par l’état de déréliction de ses populations, Ibiapina entreprit-il une série de missions dans la région, lesquelles, se prolongeant sur environ douze jours et visant chacune une ville ou bourgade particulière, s’attachaient aussi bien aux aspects matériels que spirituels. Le prédicateur s’efforçait de rassembler la population autour de lui, dans le but de faire construire des hôpitaux, des maisons de charité (en port. Casa de Caridade), des cimetières, des églises, et des retenues d’eau pour l’irrigation. Ainsi, sa présence est-elle attestée une première fois dans la Paraïba en 1856, année où éclata dans cette province une épidémie de choléra ; Ibiapina y aménagea un cimetière pour les victimes de la maladie, et lui donna le nom de Soledade (« Solitude »), site autour duquel se formera plus tard le noyau de peuplement appelé à devenir l’actuelle ville homonyme. Toutefois, il ne commença son activité missionnaire de manière effective et pleinement qu’à partir de 1860 ; c’est en effet dans la décennie 1860 qu’Ibiapina se mit à parcourur les chemins en compagnie du père Hermenegildo Herculano Vieira da Costa (mieux connu sous le nom de frei Herculano), prédicateur itinérant et grand bâtisseur d’églises, de cimetières et de croix de mission.
Le passage d’Ibiapina par le Rio Grande do Norte en 1860, au cours duquel il fonda une maison de charité à Santa Luzia de Mossoró, a été documenté par l’historien Luís da Câmara Cascudo. Francisco de Araújo Lima, président de la province de la Paraíba en 1862, c’est-à-dire au moment où fit irruption dans la province la deuxième épidémie de choléra, fera mention, dans son allocution devant l’assemblée, de l’action d’Ibiapina, indiquant que celui-ci avait dirigé la construction d’une maison de charité en faveur des cholériques, dans la ville d’Areia et dans le bourg (vila) d’Alagoa Nova. Il y a lieu de souligner qu’il ne s’agissait pas là encore de ces grandes maisons de charité qu’il devait plus tard fonder en grand nombre afin d’y recueillir et éduquer plus particulièrement les enfants pauvres, et qui seront dans certains cas d’imposants ensembles de bâtiments, mélanges de refuge, d’orphelinat, d’école professionnelle, d’atelier et de centre culturel ; les institutions qu’il créa étaient, pour l’heure, des hôpitaux de secours, destiné à faire face aux nombreuses victimes de l’épidémie, même s’il est vrai que ces mêmes bâtiments à Areia et Alagoa Nova furent par la suite remaniés en maisons de charité desdites localités. Toutes ces constructions furent du reste réalisées dans de courts laps de temps, grâce à la multitude de personnes et à la grande quantité de ressources que la parole d’Ibiapina était capable de mobiliser : la maison de charité de Barbalha (sud du Ceará) mit un mois à se construire ; dans la localité de Caldas (Ceará), un barrage fut construit en une semaine ; et à Goianinha (Rio Grande do Norte), avec l’aide d’une masse de 12 000 personnes, il ne lui fallut pas plus de 18 journées pour ériger une chapelle. Il déploya une égale activité de bâtisseur dans les cinq principales provinces desservies par ses missions, c’est-à-dire la Paraíba, le Ceará, le Piauí, le Rio Grande do Norte et le Pernambouc.
Fin août 1862, il atteignit Fortaleza, et y tint sa première prédication dans le Ceará. À Sobral notamment, dans sa terre natale, il fondera le 27 septembre une maison de charité, inaugurée fin novembre, et agrandie plus tard, en 1864, d’une salle de cours et d’un étage aménagé en hôpital.
En mars 1863, Ibiapina se rendit en bateau à Olinda et à Recife, où cependant il ne s’attardera guère, préférant partir une nouvelle fois pour la Paraíba, où il prêcha et fonda plusieurs maisons de charité.
Ensuite, il repartit pour le Ceará, pour y prêcher dans plusieurs villes et villages, puis fit une incursion dans le Rio Grande do Norte et dans le Pernambouc, où il fit commencer la construction de l’église paroissiale (igreja matriz) de Flores, la laissant presque achevée avant de poursuivre son périple en direction d’Areia (dans la Paraíba), où il mena à nouveau une mission de prédication tout en annonçant l’inauguration prochaine de la maison de charité de Santa Fé, sur les terres appartenant au major Antônio José da Cunha et à sa femme Cândida, dans l’actuelle commune de Solânea. Cette maison de charité fut effectivement inaugurée le 1er mai 1866 et sera appelée à devenir le centre de rayonnement de son œuvre, à telle enseigne qu’il la choisira pour sa demeure et qu’il y habitera jusqu’à la fin de ses jours.
De Santa Fé, cette même année encore, il partit accomplir des missions dans le sertão de la Paraíba, fondant des maisons de charité à Pocinhos et à Pombas (dans l’actuelle municipalité de Parari), alors situés dans les communes de Campina Grande et de São João do Cariri. Il prêchait dans son style vigoureux coutumier et, se plaçant à la tête de la multitude de ceux qui étaient prêts à l’aider, dirigeait personnellement les travaux de réparation et d’amélioration, ou les chantiers de bâtiments neufs, revenant de temps à autre sur les lieux par la suite pour effectuer des vérifications et remettre en état ses réalisations antérieures.
En 1868, après avoir doté Barbalha d’une église, d’un cimetière et d’un puits à l’usage du peuple, Ibiapina gagna Crato, dans le Ceará, et y fonda une maison de charité. L’année suivante, de retour à Barbalha, il y réalisa plusieurs constructions : une maison de charité en ville, une chapelle et une retenue d’eau à Caldas, une chapelle à Goianinha, et d’autres travaux à Porteiras. Toujours la même année, il fit édifier, dans le Ceará, une maison de charité à Milagres (qui comprenait aussi des annexes servant d’hôpital et d’asile pour invalides), des églises dans les localités de São Bento et de Brejo do Cuité, et un barrage dans la Serra da Mãozinha. 
Dans le Pernambouc, Ibiapina avait construit sa première maison de charité en 1860, à Gravatá de Jaburu, et en commencera une autre en 1868 à Bezerros. De juillet 1872 à décembre 1873, il accomplit une nouvelle série de missions et de fondations de maisons de charité, surtout dans la Paraíba. Par la suite, ce ne sera pas avant fin septembre 1875, lorsqu’il fut appelé par la situation difficile de la maison de charité de Baixa Verde (actuelle Triunfo, dans le Pernambouc), qu’il se disposera à entamer un nouveau périple apostolique dans les sertões ; en dépit de ses problèmes de santé (en particulier de ses fréquentes crises d’asthme), il poursuivit alors son œuvre et partit prêcher dans d’innombrables villages avant de parvenir à Baixa Verde, puis de là regagner Santa Fé, choisi par lui comme lieu de sa retraite depuis 1873. 
Quoique frappé d’une congestion cérébrale le 30 décembre 1875, Ibiapina se remit en route le 7 janvier de l’année suivante. Son état s’aggravant, il dut, le quatrième jour, à Cajazeiras, interrompre son voyage et se reposer sur place pendant deux mois. Il réintégra finalement son logis à Santa Fé en avril, au terme d’une pénible marche d’un mois ; ce sera son ultime périple. Son état s’étant détérioré encore jusqu’à le rendre paralysé des deux jambes, il fut condamné à la chaise roulante, mais continuera néanmoins à écrire, à prodiguer ses conseils et à veiller sur ses maisons de charité. En 1878, afin de sauver ses protégés et ceux qui avait cherché refuge dans ses maisons de charité, Ibiapina désigna officiellement, par une déclaration dûment enregistrée par un notaire, un mendiant pour chacune de ses maisons de charité, avec mission de recueillir les donations qui seraient faites au bénéfice de ces institutions.
Ibiapina mourut dans sa résidence près de la maison de charité de Santa Fé, le 19 février 1883.

## Signification de la figure et de l’œuvre d’Ibiapina
L’œuvre missionnaire d’Ibiapina se réalisait moins par le discours que par l’action pratique et concrète vis-à-vis des populations qu’il se proposait d’évangéliser ; ce faisant, il eut égard à toutes les particularités de la culture locale, laquelle s’incarnait notamment dans les formes spécifiques de vie religieuse des beatos (religieux laïcs) du sertão nordestin. Le zèle apostolique d’Ibiapina laissa des traces significatives dans les terres intérieures du Nordeste brésilien, non seulement dans l’organisation ultérieure de l’Église, mais surtout dans la vie des petites communautés de cette région,,.
S’il est aisé d’imaginer les espérances et le sentiment de valorisation que suscitèrent dans les classes populaires les réalisations d’Ibiapina, l’on peut supposer aussi que cette activité itinérante ait pu, en raison de son autonomie et de ce qu’elle se déroulait relativement en dehors des cadres institutionnels, provoquer incompréhensions, jalousies et oppositions. De cette hostilité atteste sans doute le fait que le 24 janvier 1871, monseigneur Luís Antônio dos Santos donna ordre de fermer l’église Saint-Vincent, à Crato, au motif que quelques laïcs auraient, pour suppléer le vicaire absent, présidé aux neuvaines dans la chapelle, avec accompagnement de musique et de cantiques. 
Ibiapina a pu jouer, au moins indirectement, un certain rôle dans les révoltes dites de Quebra-Quilos, survenues dans le Nordeste en 1874-1875. La presque totalité des villages appelés à participer à cette rébellion diffuse avaient auparavant été desservis par les missions d’Ibiapina. Le père Calixto Correia de Nóbrega, curé de Campina Grande, dans la Paraíba, qui tentait de convaincre ses paroissiens des méfaits de la franc-maçonnerie, sollicita l’assistance du père Ibiapina, lequel, arrivé dans la ville début décembre 1873, c’est-à-dire moins d’un an avant le déclenchement des premières révoltes, et inaugurant sa mission le lendemain, prêcha que les habitants de Campina Grande ne devaient pas obéir aux autorités municipales, en tant qu’elles avaient été nommées par un gouvernement maçonnique. Ibiapina ajouta que « ce serait la même chose de tuer un franc-maçon ou des chiens damnés ». À Fagundes, selon un témoignage, Ibiapina prêcha « depuis la chaire que le fils ne devait pas obéir au père s’il était franc-maçon […] et que l’épouse pouvait quitter son mari… [et] que les gens ne devaient pas obéir au gouvernement »,.
Nertan Macedo, journaliste-chercheur spécialisé en histoire du sertão cearense, formule l’hypothèse que le futur prédicateur itinérant laïc Antônio Conselheiro et futur fondateur de la communauté millénariste de Canudos, eut l’occasion d’assister aux prédications d’Ibiapina dans la région d’Ipú, dans le Ceará, alors qu’il y vivait, et qu’en ce cas il fut à coup sûr fortement influencé par le missionnaire. Pour étayer sa thèse, Macedo affirme que l’adresse « Meu Pai » (Mon Père) et la salutation « Louvado seja  N. S. Jesus Cristo » (Loué soit Notre Seigneur Jésus-Christ) adoptées par Conselheiro et ses adeptes avaient été copiées de la pratique ibiapinienne. 
Il a été suggéré qu’Ibiapina, dès ces temps reculés, avait fait siennes un certain nombre de pratiques qui préfigurent certaines positions en faveur des pauvres prises par l’Église catholique à partir de Vatican II, et qui postérieurement seraient à l’origine de la théologie de la libération. Les mêmes postulent que Conselheiro et Padre Cícero s’inspirèrent du style de vie d’Ibiapina et qu’ils tendirent d’une façon ou d’une autre à adopter sa façon de prêcher et d’agir et que, à l’instar d’Ibiapina, ils eurent à subir les pressions de la part de l’Église en raison de leurs manières singulières, jusqu’à un certain point indépendantes, de prêcher et de revivifier la religiosité chrétienne.
L’historien Eduardo Hoornaert pour sa part s’est plu à insister sur les substrats indigènes de l’aire géographique desservie par les missions d’Ibiapina, ainsi que sur la brasilité régionale que ces missions manifestaient — en opposition au profil institutionnel romanisé, de vieille inspiration tridentine, de la hiérarchie catholique de l’époque —, mettant en lumière en particulier : la lutte contre la faim et la maladie au moyen de la construction d’abris, d’écoles, de retenues d’eau, de cimetières, d’hôpitaux, et l’accent mis sur le travail et la dignité de tous, la protection des femmes et des orphelins, la lutte contre la désintégration socio-politique des zones sertanejas, la revalorisation de l’héritage indigène etc. Il enseigna les techniques agraires aux populations du sertão et défendait les droits des travailleurs ruraux. 
Gilberto Freyre, dans l’introduction qu’il rédigea pour la deuxième édition de son Sobrados e Mucambos, 14 met en relief certains aspects de l’œuvre et de la personnalité d’Ibiapina, que l’auteur dit considérer comme « peut-être la figure majeure de l’Église au Brésil, du point de vue du catholicisme ou du christianisme social ». Ainsi y a-t-il lieu de relever, au-delà de son culte marial et d’autres caractéristiques de la dévotion traditionnelle, son sens écologico-sertanejo et sa conscience d’une identité régionale, son maternalisme, la relative démocratie ou égalitarisme des maisons de charité, contrastant avec l’autoritarisme dominant, sa conception pédagogique à la fois intellectuelle et pratique (instruction domestique, agricole et artisanale), son activité en faveur des pauvres tout en évitant de heurter de front l’incompréhension des évêques et des potentats locaux, sa perception aiguë de la désintégration du système seigneurial, son anti-esclavagisme (dans les maisons de charité en effet, il n’y avait que des travailleurs libres y compris les pensionnaires qui étaient tenus d’accomplir les mêmes tâches que les autres), sa confiance dans les femmes et dans leurs possibilités d’élévation, ses convictions politiques libérales etc.
Parmi les constructions érigées par Ibiapina subsistent encore les maisons de charité de Santa Fé, de Pocinhos, de Cachoeira et de Parari, et les barrages de Santa Luzia et de Princesa Isabel.

## Corrélats
- Antônio Conselheiro
- Padre Cícero
- Missão Abreviada, ouvrage de 1859, rédigé par Manuel José Gonçalves Couto, théorisation des missions de prédication